# TROPOMI

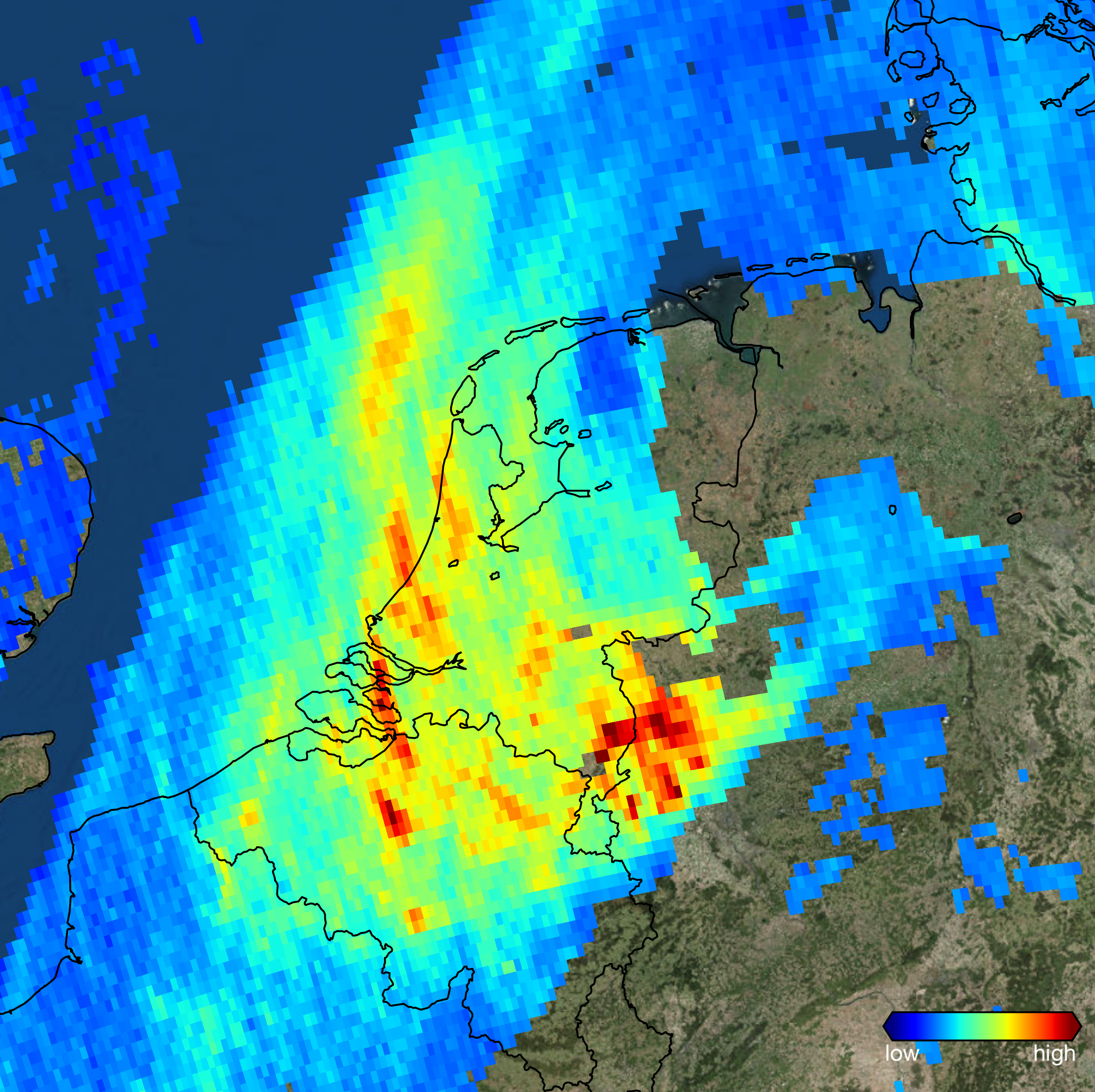
Stikstofdioxide boven Nederland. Registratie door TROPOMI op 1 december 2017, met zuidzuidoostelijke wind boven het aardoppervlak.

Het TROPOspheric Monitoring Instrument (afgekort: TROPOMI) is een Nederlands wetenschappelijk onderzoeksinstrument dat op 13 oktober 2017 in een baan om de Aarde werd gelanceerd aan boord van de satelliet “Sentinel-5 Precursor” van de Europese Ruimtevaartorganisatie (ESA), in het kader van het Copernicus-programma van de Europese Commissie.

## Klimaatonderzoek
TROPOMI weegt ongeveer 220 kg en cirkelt op een afstand van 824 kilometer hoogte boven de Aarde, in een satelliet of kunstmaan. Deze bevindt zich in een polaire baan welke synchroon loopt met de zon. De missie heeft een looptijd van 7 jaar. Het instrument kan zeer precies vaststellen waar luchtvervuiling zich bevindt in de atmosfeer en tevens met grote nauwkeurigheid vaststellen, uit welke stoffen deze is samengesteld, bijvoorbeeld: ozon, fijnstof, koolmonoxide of stikstofdioxide. Ook geeft het informatie over wolken en aerosolen. Het instrument is in staat is om een wereldwijd beeld samen te stellen in een veel grotere snelheid dan voorheen mogelijk was. TROPOMI kan in een etmaal evenveel informatie verzamelen als daarvóór tien jaar zou duren. Het instrument maakt het mogelijk om beter te voorspellen waar luchtvervuiling zal optreden en of op de aarde getroffen maatregelen het gewenste resultaat geven. Een bijzonder aspect van het TROPOMI project is dat de verzamelde gegevens wereldwijd kosteloos ter beschikking worden gesteld voor wetenschappelijk onderzoek en educatieve doeleinden. Op 22 november 2019 kwam naar buiten dat in Turkmenistan een groot methaan-lek was opgespoord, equivalent aan de broeikas-uitstoot van 1 miljoen automobielen. In 2022 ontdekte de TROPOMI een vuilnisbelt in Buenos Aires, Argentinië die tientallen tonnen methaan per uur uitstoot, vergelijkbaar met de klimaatimpact van anderhalf miljoen auto's.

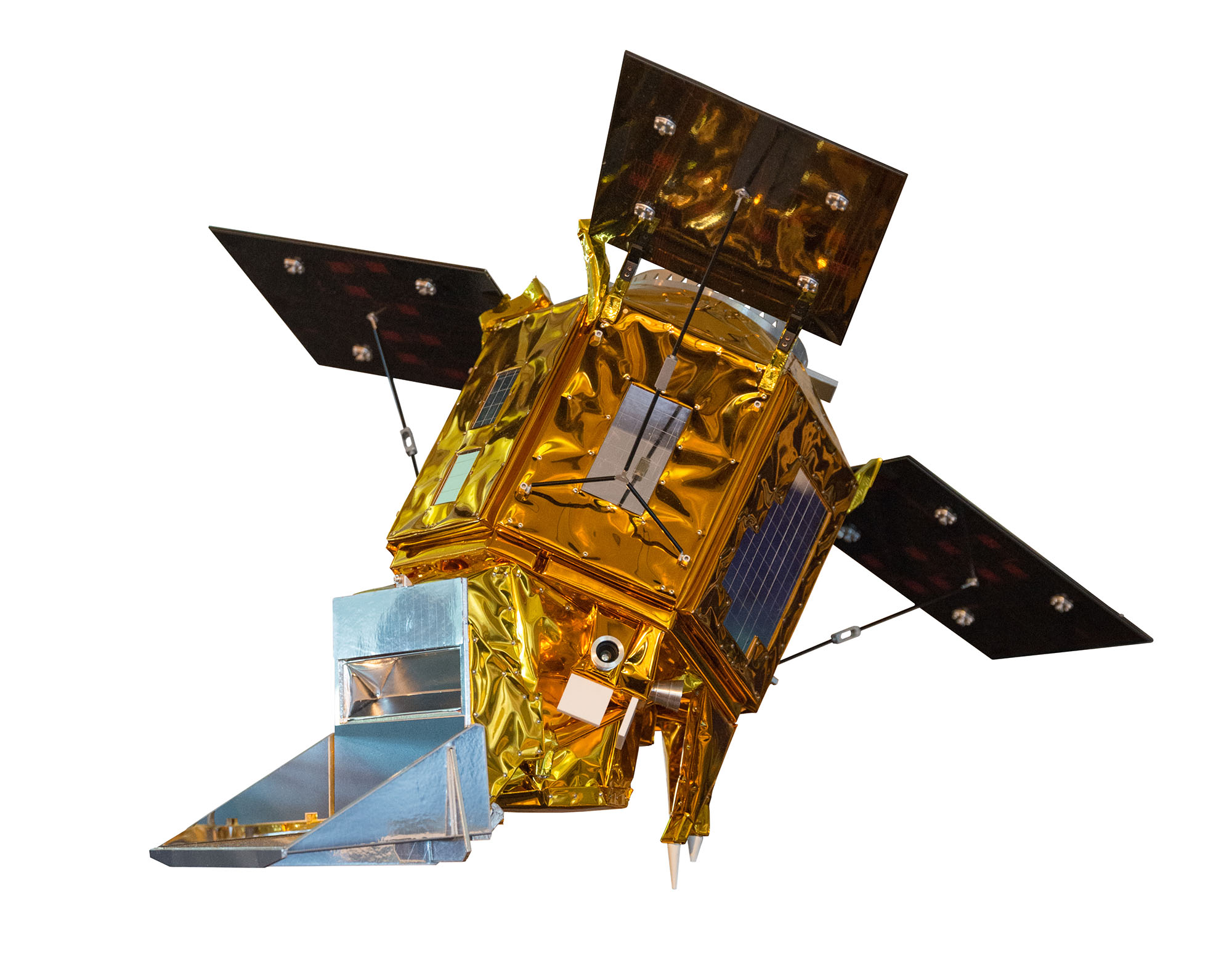
Sentinel-5 Precursor satelliet (model)

## Ontwikkeling
Het onderzoeksinstrument TROPOMI werd in Nederland ontwikkeld in een samenwerkingsverband van onder meer het Koninklijk Nederlands Meteorologisch Instituut (KNMI), Netherlands Institute for Space Research (SRON), Netherlands Space Office (NSO), Technische Universiteit Delft, Koninklijk Belgisch Instituut voor Ruimte-Aeronomie (BIRA), Airbus Defence and Space, Universiteit Bremen, Deutsches Zentrum für Luft- und Raumfahrt (DLR), Max-Planck-Institut für Chemie. De ontwikkeling, welke zeven jaar heeft geduurd, werd gefinancierd door de Staat der Nederlanden, met een bijdrage van honderd miljoen euro. Ilse Aben stond aan de wieg van de TROPOMI en ontving voor haar werk aan het detecteren van o.a. methaan in 2025 de Stevinpremie.

## Weblink
(en)  Officiële TROPOMI-website (KNMI): www.tropomi.eu